# Helene Hecht
Helene Hecht (* 19. August 1854 in Mainz als Helena Bamberger; † 22. oder 24. Oktober 1940) war eine deutsche Salonnière und Mäzenatin.

## Familie
Helena Bamberger war die Tochter des in Mainz geborenen Rudolf Bamberger (* 4. Februar 1821; † 7. Juni 1900) und dessen in Kreuznach geborener Ehefrau Bertha Bamberger (* 3. Dezember 1827; † 23. September 1915), geborene Seligmann. Sie war eine Nichte des Bankiers und Politikers Ludwig Bamberger.
Helena Bamberger war von 1875 an die Ehefrau des jüdischen Juristen, Bankiers und Kaufmanns Felix Hecht (* 27. November 1847 in Friedberg; † 18. Oktober 1909 auf einer Reise zwischen Eisenach und Weimar) und die Mutter von vier Söhnen: Hans Paul Jakob Hecht (Anglist; * 16. Juli 1876; † 8. Februar 1946), August Hecht (* 24. Mai 1878; † 30. Dezember 1879), Rudolf Ludwig Hecht (* 31. Oktober 1880; † 1959) und Arnold Robert Hecht (* 12. August 1885; † 2. April 1886).
Ihr Ehemann war 1871 auf Empfehlung von dessen Professor Johann Caspar Bluntschli Gründungsdirektor der Rheinischen Hypothekenbank und der Pfälzischen Hypothekenbank in Ludwigshafen am Rhein.

## Leben
Zusammen mit ihrem Ehemann engagierte sie sich um 1899 bei der Gründung der Mannheimer Hochschule für Musik, der Vorläuferin der heutigen Staatlichen Hochschule für Musik und Darstellende Kunst.

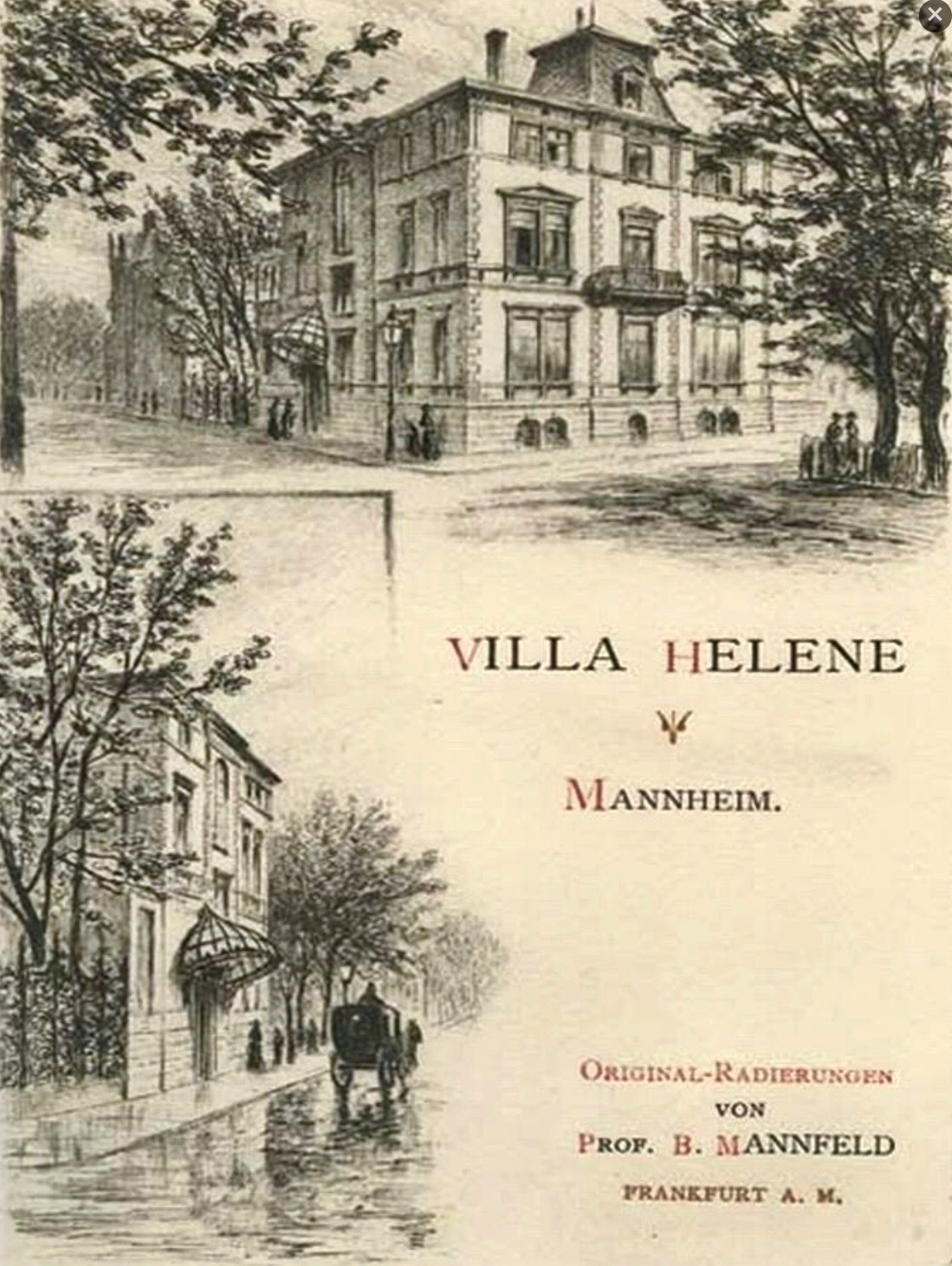
Villa Helene (heute: Villa Hecht) in Mannheim, Radierungen von Bernhard Mannfeld

Helene Hecht, die als sehr gebildet und vielseitig kulturell engagiert galt, führte zusammen mit Berta Hirsch (1850–1913), die auch Gründerin der ersten Lesehalle Deutschlands war, den größten Salon der Stadt Mannheim. In diesem ermöglichten die beiden Damen die Kommunikation zwischen Künstlern und namhaften Bürgern und eröffneten damit gleichzeitig einen Weg der Förderung dieser Künstler durch Mäzene.
Zu den Gästen der Familie, die in Mannheim seit 1892 eine von Rudolf Tillessen entworfene, repräsentative Villa besaß, zählten der Komponist Johannes Brahms, mit dem ihr Ehemann befreundet war, und der Maler Franz von Lenbach. Letzterer fertigte Gemälde für die Familie Hecht, späteres NS-Raubgut, auf der Großen Deutschen Kunstausstellung in München ausgestellt, das sich nach Umwegen heute im Mannheimer Reiss-Engelhorn-Museum befindet.
Die Villa war um die Wende zum 20. Jahrhundert ein Treffpunkt eines Teils der damaligen Gesellschaft, der Bohème. Johannes Brahms logierte während seiner Aufenthalte in Mannheim stets dort. In dem Gebäude gab es mehrere Räume, in denen Flügel standen. In der heutigen Villa Hecht, zeitgenössisch noch als Villa Helene firmierend, fanden Ausstellungen, Musik- und Vortragsveranstaltungen sowie Soiréen statt. In der Villa Hecht befindet sich heute eine psychiatrische Tagesklinik.
Helene Hecht wurde 86-jährig in der Nacht vom 21. auf den 22. Oktober 1940 durch die Polizei abgeholt, um in das Internierungslager Gurs nach Südfrankreich deportiert zu werden. Das von der SS für die badischen Juden vorgesehene Ziel erreichte sie nicht lebend.

## Ehrung
In Mannheim wurde eine Straße nach ihr benannt, der Helene-Hecht-Ring.

## Die Helene-Hecht-Preise
Um die Gleichstellung von Frauen im Bereich Kultur zu fördern und ihre Werke sichtbarer zu machen, stiftet die Stadt Mannheim seit 2010 unter Vorbehalt in zweijährigem Rhythmus kulturschaffenden Frauen für ihre hervorragenden kulturellen Arbeiten den Helene-Hecht-Preis bzw. seit 2019 auch den Helene-Hecht-Nachwuchspreis. Der Helene-Hecht-Preis richtet sich an Frauen ab 28 Jahren, während der Nachwuchspreis an Bewerberinnen bis 27 Jahre vergeben wird. In beiden Fällen ist ein aktueller Wohnsitz in der Metropolregion Rhein-Neckar oder ein dortiger Wohnsitz innerhalb der letzten drei Jahre erforderlich. Ausgezeichnet werden Werke und Leistungen zeitgenössischer kulturschaffender Frauen, die aufgrund ihrer bisherigen Leistungen zur kulturellen Entwicklung der Metropolregion in hervorragender Weise beigetragen haben, bzw. das Potenzial dazu haben. Die Themen können dabei aus sämtlichen Bereichen der Kunst und Kultur stammen. Bisher wurden die Preise in den Kategorien „Malerei/Grafik/Fotografie“, „Populäre Musik“, „Zeitgenössischer Tanz“, „Literarische Übersetzung“, „Film“ sowie „Theater/Performing Arts/Darstellende Kunst“ verliehen. Welcher Kulturbereich im jeweiligen Auszeichnungsjahr gefördert wird, entscheidet die Gleichstellungsbeauftragte und die Kulturamtsleitung der Stadt Mannheim. Über die Preisvergabe der eingereichten Arbeiten entscheidet eine Jury.
Die Preisträgerinnen erhalten seit 2024 ein Preisgeld in Höhe von 5.000 Euro für den Helene-Hecht-Preis und 2.000 Euro für den Helene-Hecht-Nachwuchspreis. Das Preisgeld für den Helene-Hecht-Preis wird von den Soroptimist International Clubs der Metropolregion Rhein-Neckar bereitgestellt, während der Helene-Hecht-Nachwuchspreis bis 2021 durch den Inner Wheel Förderkreis Mannheim e.V. finanziert wird.

## Veröffentlichungen
- Unsere Reise nach Kleinasien und Griechenland im Frühjahr 1891. Mannheim 1891.